# Tetilla ginzan
Tetilla ginzan är en svampdjursart som beskrevs av Tanita 1965. Tetilla ginzan ingår i släktet Tetilla och familjen Tetillidae.
Artens utbredningsområde är havet kring Japan. Inga underarter finns listade i Catalogue of Life.